# تيموثي بوند
تيموثي بوند هو كاتب سيناريو ومخرج كندي، ولد في 19 فبراير 1942 في أوتاوا في كندا.

## وصلات خارجية
- تيموثي بوند على موقع IMDb (الإنجليزية)
- تيموثي بوند على موقع ألو سيني (الفرنسية)
- تيموثي بوند على موقع أول موفي (الإنجليزية)
- تيموثي بوند على موقع قاعدة بيانات الأفلام السويدية (السويدية)
- تيموثي بوند على موقع قاعدة بيانات الفيلم (الإنجليزية)
- تيموثي بوند على موقع كينوبويسك (الروسية)